# Coelosphaera biclavata
Coelosphaera biclavata är en svampdjursart som först beskrevs av M.J. Priest 1881.  Coelosphaera biclavata ingår i släktet Coelosphaera och familjen Coelosphaeridae.
Artens utbredningsområde är havet utanför Belize. Inga underarter finns listade i Catalogue of Life.